# Philip Pendleton Barbour

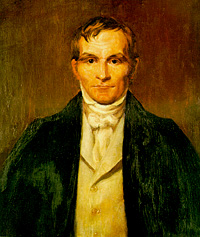
Philip Pendleton Barbour

Philip Pendleton Barbour (* 25. Mai 1783 auf Frascati bei Gordonsville, Orange County, Virginia; † 25. Februar 1841 in Washington, D.C.) war ein US-amerikanischer Jurist und Politiker, Mitglied des Repräsentantenhauses, dessen Sprecher er von 1821 bis 1823 war, sowie Associate Justice am United States Supreme Court.

## Frühe Jahre
Philip Barbour wurde am 25. Mai 1783 als Sohn des Plantagenbesitzers Thomas Barbour und Mary Pendleton Thomas auf der Plantage Frascati, im Orange County in Virginia geboren. Sein Bruder war der spätere Gouverneur von Virginia, James Barbour. Er ging auf eine öffentliche, später auch auf eine private Schule und studierte am College of William & Mary in Williamsburg. Sein Studium schloss er 1799 ab, kurz darauf eröffnete er eine Anwaltskanzlei in Bardstown, Kentucky. Im Jahr 1801 zog er schließlich wieder nach Gordonsville, um in Virginia tätig zu sein.

## Politik
Barbours politische Karriere begann 1812 mit dem Einzug in das Abgeordnetenhaus von Virginia. Nach dem Tod des Repräsentanten John Dawson 1814 gewann er die Zusatzwahl, um den leergewordenen Sitz wieder aufzufüllen. Am 19. September 1814 zog er als Abgeordneter der Demokratisch-Republikanischen Partei ins Repräsentantenhaus ein. Von 1821 bis 1823 war er der Vorsitzende des Hauses. Barbour setzte sich für die Souverainität der Einzelstaaten in der Frage der Sklaverei ein und lehnte es ab, die Abschaffung der Sklaverei in Missouri zur Bedingung des Beitritts zur Union zu machen. Bei der Wahl von 1824 kandidierte er nicht mehr. 1825 lehnte er ein Angebot, Professor an der University of Virginia zu werden, ab. Stattdessen wurde er Richter am Gerichtshof in Virginia, was er zwei Jahre lang blieb. Im Jahr 1827 dankte er ab, um als Abgeordneter der Jacksonians, der Vorgängerpartei der heutigen Demokraten, in das Repräsentantenhaus zurückzukehren. Er schlug mehrere Angebote aus, so wurde ihm das Amt des Attorney General angeboten.
Er nahm er das Angebot Präsident Jacksons an, als Nachfolger des verstorbenen George Hay Richter am United States Circuit Court in Virginia zu werden. Vom 15. Oktober 1830, dem Tag, an dem er aus dem Repräsentantenhaus austrat, bis zum 17. März 1836 diente er dort. Er schlug weiterhin Angebote aus, so sollte er dieses Mal Senator und Gouverneur werden, bis er am 12. Mai 1836 als Richter am US Supreme Court eingesetzt wurde. Er war dort als Nachfolger des zurückgetretenen Gabriel Duvall bis zu seinem Tod durch eine Thrombose am 25. Februar 1841 tätig.
Nach der Volkszählung von 1840 besaß er 54 Sklaven.
Er wurde auf dem Kongressfriedhof beigesetzt.

## Namenspatron
Nach ihm sind folgende Städte und Countys benannt:
- Barbour County, West Virginia
- Philippi, West Virginia